# Liste der Monuments historiques in Châtenay-en-France
Die Liste der Monuments historiques in Châtenay-en-France führt die Liste der Monuments historiques in Chartres in der französischen Gemeinde Châtenay-en-France auf.

## Liste der Bauwerke
| Bezeichnung      | Beschreibung                  | Standort | Kennzeichnung | Schutzstatus | Datum | Bild           |
| ---------------- | ----------------------------- | -------- | ------------- | ------------ | ----- | -------------- |
| Kirche St-Martin | Erbaut im 18./19. Jahrhundert | (Lage)   | PA00080020    | Classé       | 1990  | weitere Bilder |

## Liste der Objekte

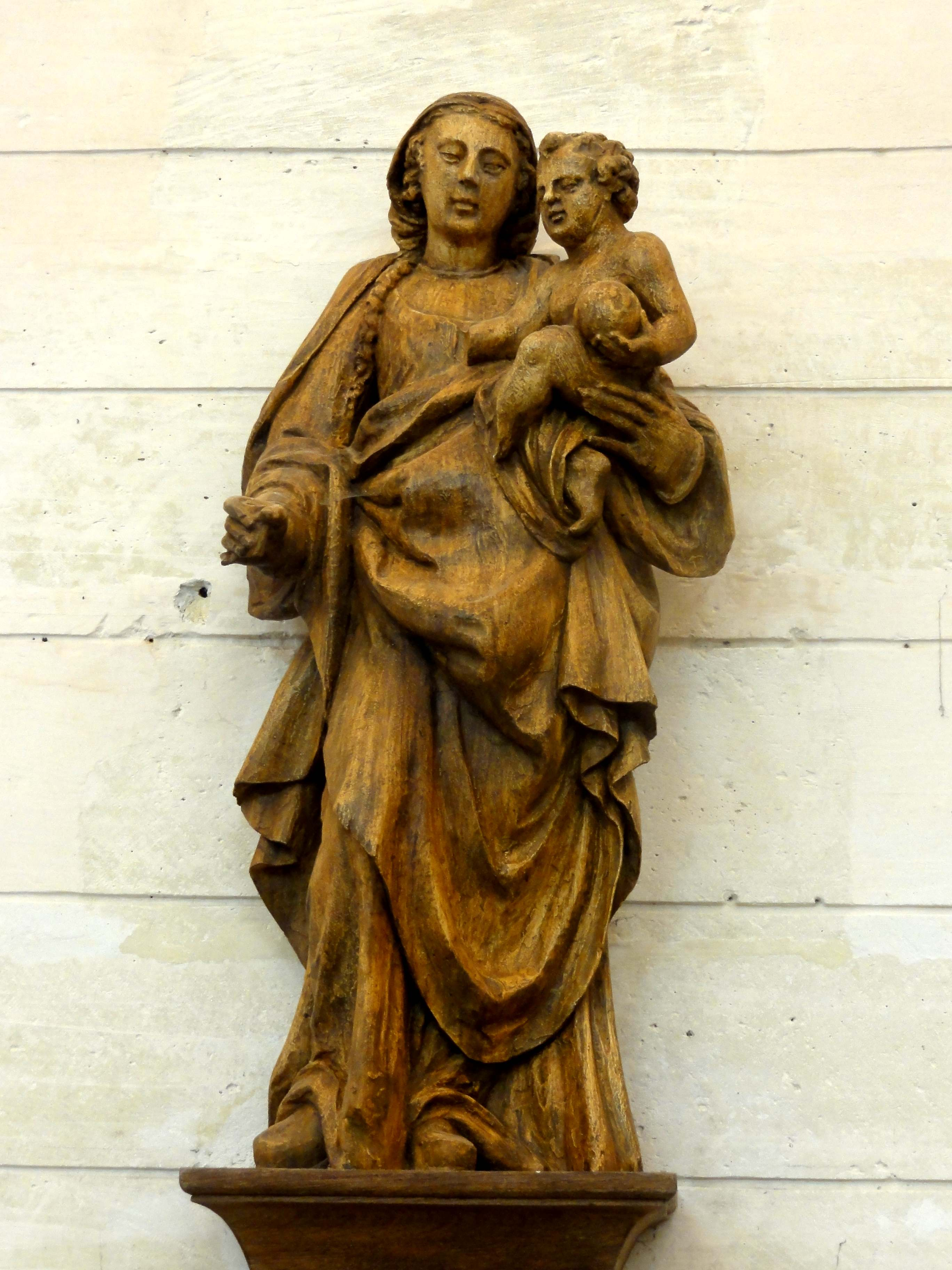
Skulptur Madonna und Kind in der Kirche St-Martin (16. Jahrhundert)

- Monuments historiques (Objekte) in Châtenay-en-France in der Base Palissy des französischen Kultusministeriums